# 353409 Onaka
353409 Onaka este o planetă minoră (asteroid) din centura de asteroizi. A fost descoperită pe 19 august 2011 la Haleakalā Observatory⁠(d) de . 
Obiectul prezintă o orbită caracterizată de o semiaxă mare de 2,7231782106791 UAi, o excentricitate de 0,17318689867474, o înclinație de 8,0886517639329 ° în raport cu ecliptica.